# Futari wa Pretty Cure Splash Star
Futari wa Pretty Cure Splash Star (jap. ふたりはプリキュア Splash☆Star, dt. etwa „Zu zweit sind wir Pretty Cure – Splash☆Star“) ist der Titel einer japanischen Anime-Fernsehserie, welche Teil der Franchise Pretty Cure, einem Komplex von Anime-Fernsehserien und -filmen, die dem Magical-Girl-Genre zuzuordnen sind, ist.

## Handlung
Saki Hyūga (日向 咲, Hyūga Saki) ist Schülerin der zweiten Klasse der Yūnaki-Mittelschule und Pitcher der Softball-Mannschaft. Mai Mishō (美翔 舞, Mishō Mai) ist ebenfalls in der zweiten Klasse und gerade in ihre Heimatstadt zurückgekehrt. Als beide 9 Jahre alt waren, haben sie zusammen eine mysteriöse Erfahrung auf einem Sommer-Festival gemacht. An diesem Tag haben die zwei Mädchen bei den Wurzeln des großen Baumes Flappy und Choppy getroffen, die aus dem Garten der Quellen gekommen sind. Von sieben Quellen sind sechs vom Bösen besetzt. Wenn auch die letzte Quelle in den Besitz des Bösen fällt, werden schlimme Dinge geschehen. Mit der Hilfe von Flappy und Choppy werden Saki und Mai zu den legendären Kämpfern Pretty Cure. Um die Welt zu retten, kämpfen sie von nun an als Cure Bloom (Saki Hyūga) und Cure Egret (Mai Mishō).

## Entstehung und Veröffentlichungen

### Fernsehserie
Mit Futari wa Pretty Cure Splash Star erschien am 5. Februar 2006 bis zum 28. Januar 2007 mit 49 Folgen eine Neuauflage der früheren Pretty-Cure-Serie mit ähnlichen Charakteren. Bei dieser führte Toshiaki Komura Regie, Charakterdesigner war Akira Inagami. Der Anime wurde auf Italienisch von RaiDue ausgestrahlt.

### Kinofilme
Am 9. Dezember 2006 lief in Japan der Kinofilm Futari wa Pretty Cure Splash Star: Tick Tack Kiki Ippatsu! (ふたりはプリキュア Splash☆Star チクタク危機一髪!, dt. „Zu zweit sind wir Pretty Cure – Splash Star: Tick-Tack, Beinahe-Katastrophe“) an.
Zudem erschien 2006 in Japan der zwölf Minuten lange 3D-Film Futari wa Pretty Cure Splash Star: Maji Doki 3D Theater (ふたりはプリキュア Splash Star マジッ★ドキッ♥ 3Dシアター, Futari wa PuriKyua Splash Star: Maji Doki 3D Shiatā). Dieser erschien zudem in einer Fassung für IMAX-Kinos unter dem Titel Futari wa Pretty Cure Splash Star: Maji Doki Theater.

### Manga
Von März 2006 bis Februar 2007 erschien bei Nakayoshi Comics von Kodansha der Manga Futari wa Pretty Cure: Splash Star (ふたりはプリキュア スプラッシュスター). Die Zeichnungen stammen von Butago Kamikita. Im September 2006 wurden die Kapitel in einem Tankōbon-Band veröffentlicht.
Am 6. Dezember 2006 erschien ein weiteres Tankōbon zum Kinofilm.

### Computerspiel
Am 30. November 2006 wurde von Bandai Namco Games die Minispiel-Sammlung Futari wa Pretty Cure Splash Star: Pampaka Game de Zekkōchō! (ふたりはプリキュア Splash☆Star パンパカゲームでぜっこうちょう!, dt. „Zu zweit sind wir Pretty Cure – Splash Star: Mit dem Pampaka-Spiel in Hochform“) für Nintendo DS veröffentlicht.

## Synchronisation
| Rolle      | Japanischer Sprecher (Seiyū) |
| ---------- | ---------------------------- |
| Saki Hyūga | Orie Kimoto                  |
| Mai Mishō  | Atsuko Enomoto               |
| Flappy     | Kappei Yamaguchi             |
| Choppy     | Miyu Matsuki                 |